# Aschitus lichtensiae
Aschitus lichtensiae är en stekelart som först beskrevs av Howard 1896.  Aschitus lichtensiae ingår i släktet Aschitus och familjen sköldlussteklar. Inga underarter finns listade.